# Joseph-François Ducq

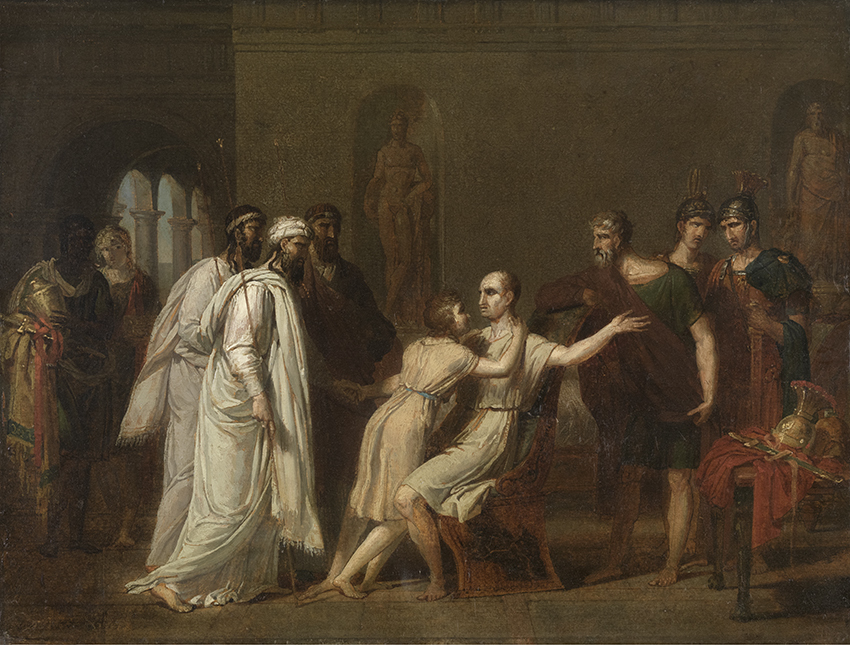
Terugkeer van Scipio's zoon, 1800, (Groeningemuseum).

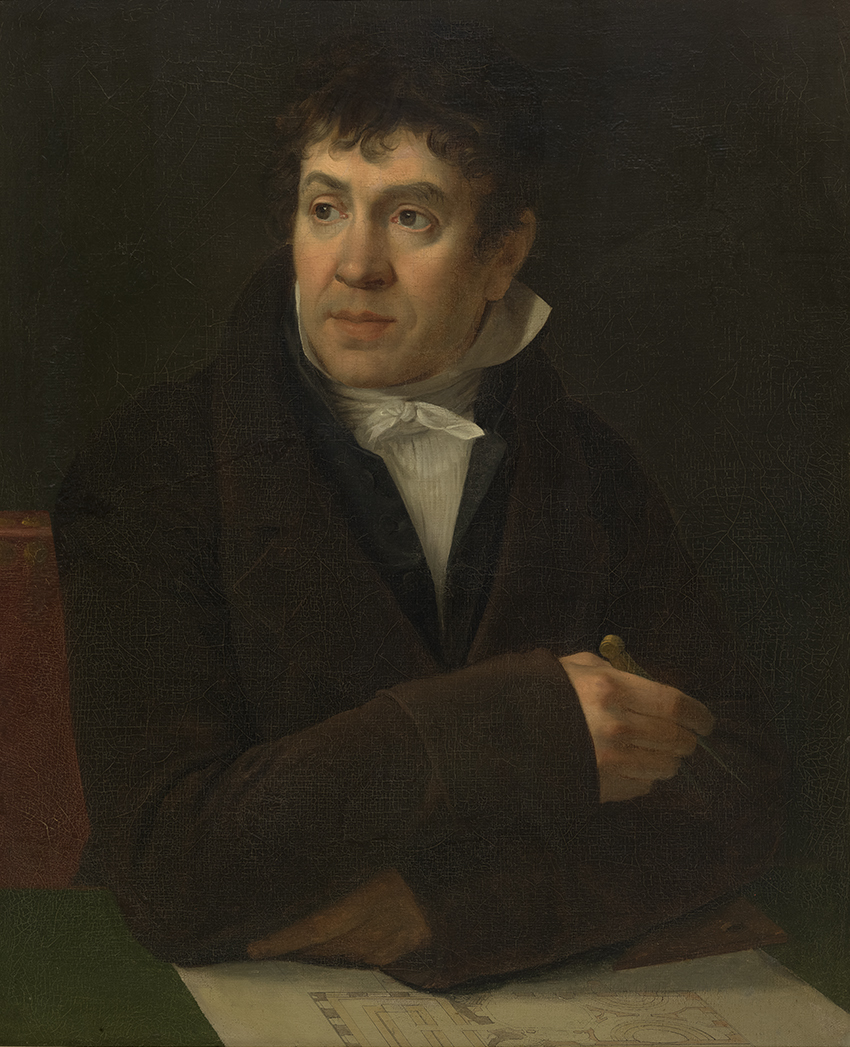
Portret van Jozef Van Gierdegom, 1814 (Groeningemuseum).

Joseph-François Ducq (Ledegem, 10 september 1762 - Brugge, 9 april 1829) was een Zuid-Nederlands kunstschilder.

## Levensloop
Als kind kreeg Ducq zijn eerste tekenlessen van de heer De Bavière, medepastoor in Ledegem. In 1780 trok hij naar Brugge om er de lessen te volgen aan de kunstacademie, onder de leiding van Paul de Cock. In 1786 verhuisde hij naar Parijs om er de lessen van Joseph Suvée te volgen. In 1792 was hij weer in Brugge en in 1795 vertrok hij opnieuw naar Parijs.
Hij won de Prix de Rome en van 1807 tot 1813 verbleef hij in de Villa Medici in Rome. In 1813 was hij weer in Parijs en in 1815 in Brugge. Hij werd er directeur van de Kunstacademie, in opvolging van Jozef Angelus Van der Donckt, en oefende de functie met gezag en bekwaamheid uit tot aan zijn dood. Net zoals zijn collega Joseph Odevaere kreeg hij de eretitel van Schilder des konings. 
Ducq schilderde Bijbelse en mythologische taferelen in de trant van Jacques-Louis David en van Suvée. Hij schilderde ook Italiaanse landschappen en een groot portret van koning Willem I der Nederlanden, evenals van architect Jozef Van Gierdegom. Heel wat van zijn tekeningen werden bewaard en berusten in het kabinet Steinmetz in Brugge. 
Ducq voerde ook restauraties uit. De bekendste is het drieluik van het Mystiek Huwelijk door Hans Memling.